# Japonorhynchites caeligenus
Japonorhynchites caeligenus is een keversoort uit de familie Rhynchitidae. De wetenschappelijke naam van de soort is voor het eerst geldig gepubliceerd in 1993 door Sawada.